# Blepharis montana
Blepharis montana är en akantusväxtart som beskrevs av K. Vollesen. Blepharis montana ingår i släktet Blepharis och familjen akantusväxter. Inga underarter finns listade i Catalogue of Life.